# Abbas Amini
 (juillet 2024).
Abbas Amini est un réalisateur et scénariste iranien, né en 1983 à Abadan.

## Biographie
Abbas Amini réalise des films amateurs dès son adolescence, et commence à travailler en tant qu'assistant réalisateur après s'être installé à Téhéran à l'âge de 18 ans.
Ses films abordent des thématiques sociales ainsi que les conséquences des tensions entre Iran et Irak, à la suite de la guerre opposant les deux pays. 
Engagé pour la protection des enfants de la rue ou en situation de pauvreté, il est bénévole depuis plus de 10 ans au sein de l'Association de orotection des enfants travailleurs (Association for Protection of Child Labourers).

## Filmographie
- 2016 : Valderrama
- 2018 : Hendi & Hormoz
- 2020 : Marché Noir
- 2020 : I am here !
- 2024 : Frontières sans fin

## Récompenses
- 2021 : Prix du jury pour Marché noir au Reims Polar, festival international du film policier de Reims
- 2023 : VPro Big Screen Award pour Frontières sans fin au festival international du film de Rotterdam[3]